# 1035 Amata
1035 Amata è un asteroide della fascia principale del diametro medio di circa 50,69 km. Scoperto nel 1924, presenta un'orbita caratterizzata da un semiasse maggiore pari a 3,1448760 UA e da un'eccentricità di 0,1971843, inclinata di 18,03498° rispetto all'eclittica.
Il suo nome fa riferimento ad Amata, alla moglie del re Latino nell'Eneide.